# Daniele Ruscigno
Daniele Ruscigno (* 26. Juli 1974 in Bologna) ist ein italienischer Kommunalpolitiker der Partito della Rifondazione Comunista (PRC).
Ruscigno schloss seine Ausbildung mit einem Abschluss der Sekundarstufe ab. 
Er war von 2009 bis 2014 der letzte Bürgermeister von Monteveglio. Am 25. Mai 2014 wurde er zum Bürgermeister der neuen Gemeinde Valsamoggia gewählt und trat das Amt zwei Tage später an.

## Quelle
- https://www.cittametropolitana.bo.it/portale/Conferenza_Metropolitana_m/Componenti_Conferenza_metropolitana/Daniele_Ruscigno_cm

| Personendaten    | Personendaten                                                            |
| ---------------- | ------------------------------------------------------------------------ |
| NAME             | Ruscigno, Daniele                                                        |
| KURZBESCHREIBUNG | italienischer Kommunalpolitiker der Partito della Rifondazione Comunista |
| GEBURTSDATUM     | 26. Juli 1974                                                            |
| GEBURTSORT       | Bologna                                                                  |